# 劉乾亨
劉乾亨（1483年—？），字汝嘉，號三山，河南河南府洛陽縣人，民籍，明朝政治人物。

## 生平
正德二年（1507年）丁卯科河南鄉試第九名舉人。正德十二年（1517年）中式丁丑科會試第二百六十一名，登第三甲第一百六十四名進士。礼部观政，授长洲县知县，升户部主事，历升员外、郎中，官至山东按察司佥事。

## 家族
曾祖劉寬；祖父劉敔；父劉寰，曾任典史。母張氏。弟劉謙亨（同科进士）；蒙亨；復亨；咸亨；豐亨；随亨；賁亨。